# (29329) Knobelsdorff
(29329) Knobelsdorff (1994 TN16) – planetoida z pasa głównego asteroid okrążająca Słońce w ciągu 3,45 lat w średniej odległości 2,28 j.a. Odkryta 5 października 1994 roku.